# The Early Years, Volume One
The Early Years, Volume One är ett samlingsalbum släppt av Tom Waits 1991.

## Låtlista
1. "Goin' Down Slow – 2:48
2. "Poncho's Lament – 4:17
3. "I'm Your Late Night Evening Prostitute - 3:16
4. "Had Me A Girl – 5:32
5. "Ice Cream Man – 3:11
6. "Rockin' Chair" – 3:15
7. "Virginia Ave." – 2:41
8. "Midnight Lullabye" – 3:37
9. "When You Ain't Got Nobody" – 3:23
10. "Little Trip to Heaven (On the Wings of Your Love)" – 3:02
11. "Frank's Song" – 1:56
12. "Looks Like I'm Up Shit Creek Again" – 3:03
13. "So Long I'll See Ya" – 3:30